# Малак (острів)
Мала́к — дрібний острів в Червоному морі в архіпелазі Дахлак, належить Еритреї, адміністративно відноситься до району Дахлак регіону Семіен-Кей-Бахрі.

## Географія
Розташований за 11 км на північний схід від острова Харат. Має овальну потовщену форму. Довжина 750 м, ширина до 410 м. Острів облямований кораловими рифами.